# Бессарабські килими
Бессарабські килими та килими — це загальноприйнята назва килимів у ворсистій та гобеленовій техніці, що походять з російських губерній, а також України та Молдови в кінці 19 — початку 20 століть. 1 Деякі вчені зараховують плескітні килими до бессарабських, а килими з вузликовим ворсом — до українських. 2 Вони переважно з території, що відповідає сучасній Болгарії та Румунії. 3 Виготовлені за часів пізнього османського панування, вони стоять прямо на вершині європейського та східного килимарства (див. турецький килим).
У той час як більшість перських килимів можна класифікувати за певним регіоном, що відповідає їх переплетенню, це не стосується бессарабських килимів і килимів. У цих килимах плетіння лише дає підказки про ринок, для якого вони були створені (сільський чи міський); отже, звичайна класифікація не враховується, а використовується ширший термін «бессарабський». 5
Усі роботи бессарабської категорії відрізняються високою декоративністю. Багато візерунків, створених на бессарабських килимах, не відрізняються від конкретних карабахських із Кавказу, мають квітковий мотив. Дизайни зазвичай вписуються у фон чорного або коричневого тону, виконаного в натуралістичному стилі. Деякі вироби, зокрема гладкі переплетення, виткані з виразною бессарабською палітрою в традиції кілімів із сусідньої Анатолії.6